# Козленко Микола Харитонович
Микола Харитонович Козленко (31 грудня 1921, Петрівське, Київська область — 8 березня 2005, Київ, Україна) — український актор. Народний артист Української РСР (1980). Провідний актор Київського театру юного глядача (1956—2005).

## Життєпис

Могила Миколи Козленка

Народився 31 грудня 1921 року у селі Петрівському (нині Вишгородського району Київської області).
Учасник німецько-радянської війни, потрапив у полон, після чого був вивезений на примусові роботи до Німеччини.
З 1949 року — актор Київського українського драматичного театру імені І. Франка. У 1951 році закінчив драматичну студію при театрі, учень Амвросія Бучми, Олексія Ватулі та Гната Юри.
У 1951–1956 роках працював в Луганському українському музично-драматичному театрі, з 1956 року — провідний актор Київського театру юного глядача.
Жив у Києві. Був одружений з Нінель Биченко. Помер на 84-му році життя 8 березня 2005 року. Похований на Байковому кладовищі (ділянка № 49б, 50°25′3.20″ пн. ш. 30°30′2.70″ сх. д. / 50.4175556° пн. ш. 30.5007500° сх. д.).

## Творчість
Театральні роботи: Гайдай «Загибель ескадри» О. Корнійчука (1951, постановка Р. Єфіменко); Аркадій «В добрий час»; Платон Кречет «Платон Кречет» О. Корнійчука; Тарас Голота «Правда» О. Корнійчука; Сталін «Незабутній 1919-й» В. Вишневського; Сталін «Втеча» Д. Щеглова; Будьонний «В степах України» О. Корнійчука; Карл Моор «Розбійники» Ф. Шіллера (1956); Шульга «Молода гвардія» О. Фадєєва (1964, постановка О. Барсегяна).
Знявся у фільмах:
- «Якби каміння говорило...» (1958, Басараб),
- «Сашко» (1958, Михайло),
- «Григорій Сковорода» (1959, Сагура),
- «Солдатка» (1959, Сергій Ільїн),
- «Спадкоємці» (епізод),
- «Фортеця на колесах» (1960, Добрильченко),
- «Повія» (1961, Довбня),
- «Десятий крок» (1967, Смирнов),
- «Планета Сперанта» (1967, т/ф),
- «Страх» (1980, т/ф),
- «Ніна» (1971, словацький капітан)
- «Софія Грушко» (1971),
- «Закут» (1990, телефільм).